# 霍尔韦勒
霍尔韦勒是德国莱茵兰-普法尔茨州的一个市镇。总面积4.39平方公里，总人口734人，其中男性359人，女性375人（2011年12月31日），人口密度167人/平方公里。